# Terceira Divisão Saudita de Futebol
A Terceira Divisão Saudita é uma liga de futebol, equivalente ao quarto nível do sistema de ligas da Arábia Saudita. A competição começa em cada região da Arábia Saudita, um total de 121 equipes competem para decidir os 32 lugares na fase final. É supervisionado pela Federação de Futebol da Arábia Saudita.
Desde 2010, o campeão, vice-campeão, terceiro e quarto colocados em cada temporada são promovidos para a Segunda Divisão.

## Campeões
| Edição    | Campeão         | Vice        |
| --------- | --------------- | ----------- |
| 1997–98   | Al-Hazm         | Al-Arabi    |
| 1998–99   | Abha            | Al-Kholood  |
| 1999–2000 | Al-Oyoon        | Al Jabalain |
| 2000–01   | Al-Adalh        | Al-Faisaly  |
| 2001–02   | Al-Arabi        | Al Tuhami   |
| 2002-03   | Al-Watani       | Damac       |
| 2003–04   | Al-Okhdood      | Al Tuhami   |
| 2004–05   | Jeddah Club     | Al-Qotah    |
| 2005–06   | Al-Noor         | Al-Oyoon    |
| 2006–07   | Hetten          | Al-Diriyah  |
| 2007–08   | Al-Qaisumah     | Al-Batin    |
| 2008–09   | Najd            | Al-Arabi    |
| 2009–10   | Al-Taqdom       | Al-Oyoon    |
| 2010–11   | Al-Safa         | Al-Ain      |
| 2011–12   | Al Tuhami       | Al-Mojzel   |
| 2012–13   | Al-Nojoom       | Al-Zulfi    |
| 2013–14   | Al-Muzahimiyyah | Al Sahel    |
| 2014–15   | Al Jabalain     | Al-Qaisumah |
| 2015–16   | Al-Ain          | Al-Suqoor   |
| 2016–17   | Al-Kholood      | Al-Hejaz    |
| 2017–18   | Al-Okhdood      | Al-Darae    |
| 2018-19   | Al Safa         | Al-Rawdhah  |

## Títulos por clube
| Clube           | Títulos | Anos dos títulos  |
| --------------- | ------- | ----------------- |
| Al-Okhdood      | 2       | 2003–04 e 2017–18 |
| Al Safa         | 2       | 2010–11 e 2018-19 |
| Al-Hazm         | 1       | 1997–98           |
| Abha            | 1       | 1998–99           |
| Al-Oyoon        | 1       | 1999–00           |
| Al-Adalh        | 1       | 2000–01           |
| Al-Arabi        | 1       | 2001–02           |
| Al-Watani       | 1       | 2002-03           |
| Al-Okhdood      | 1       | 2003–04           |
| Jidá            | 1       | 2004–05           |
| Al-Noor         | 1       | 2005–06           |
| Hetten          | 1       | 2006–07           |
| Al-Qaisumah     | 1       | 2007–08           |
| Najd            | 1       | 2008–09           |
| Al-Taqdom       | 1       | 2009–10           |
| Al-Safa         | 2       | 2010–11           |
| Al Tuhami       | 1       | 2011–12           |
| Al-Nojoom       | 1       | 2012–13           |
| Al-Muzahimiyyah | 1       | 2013–14           |
| Al Jabalain     | 1       | 2014–15           |
| Al-Ain          | 1       | 2015–16           |
| Al-Kholood      | 1       | 2016–17           |